# 山下训史
山下训史（日语：／ Yamashita Norifumi，1962年9月10日—），日本男子田径运动员。他曾获得1986年亚洲运动会男子三级跳远金牌。他也曾参加1988年夏季奥运会和1992年夏季奥运会。